# Радулович, Боян
Бо́ян Раду́лович Саму́кович (исп. Bojan Radulovic Samoukovic, серб. Бојан Радуловић Самуковић; род. 29 декабря 1999, Льейда, Каталония, Испания) — сербский и испанский футболист, нападающий английского клуба «Хаддерсфилд Таун».

## Клубная карьера
Футболом начал заниматься в шестилетнем возрасте в футбольной школе АМ в Льейде. В 13 лет перебрался в структуру клуба «Атлетик Сегре», а затем перешёл в главную команду своего родного города — «Льейду». В её составе дебютировал во взрослом футболе в Сегунде B. 27 августа 2017 года в домашней игре с «Реал Сарагосой B» Радулович вышел на поле на 65-й минуте, но результативными действиями не отметился. Свой первый гол за команду нападающий забил в 1/16 финала Кубка Испании. В ответном матче против «Реал Сосьедада» Боян на 87-й минуте головой замкнул передачу партнёра, забив победный мяч, который позволил по сумме двух встреч «Льейде» пройти в следующую стадию.
В начале февраля 2018 года Радулович подписал контракт с клубом английской премьер-лиги «Брайтон энд Хоув Альбион». В Англии весной 2018 года провёл несколько матчей за юношескую и молодёжную команды клуба.
28 августа 2018 года вернулся в Испанию, отправившись на правах аренды в «Эспаньол B», выступавший в Сегунде B. Дебютировал за каталонцев 2 сентября в матче против своей бывшей команды «Льейды», выйдя на замену в концовке встречи. Первый и единственный мяч забил уже в следующей игре с «Кастельоном», чем помог своей команде свести матч к ничьей 2:2. В общей сложности за «Эспаньол B» Радулович провёл 10 игр.
Первую половину сезона 2019/20 сербский нападающий провёл, выступая за молодёжную команду «Брайтона». В конце января 2020 года вновь отправился в Испанию, подписав с «Депортиво Алавес B» арендное соглашение, рассчитанное на полгода. До прекращения соревнований в связи с пандемией COVID-19 провёл в составе испанского клуба 6 матчей, в которых результативными действиями не отметился. По завершении арендного соглашения у Радуловича также завершился контракт и с английской командой.
17 августа 2020 года Боян Радулович подписал контракт со стокгольмским АИК сроком на 3,5 года. Дебютировал в чемпионате Швеции 19 сентября в гостевой встрече с «Мальмё», когда на 74-й минуте вышел на поле вместо Хенока Гоитома.
4 февраля 2025 года перешёл на правах аренды в нидерландскую «Фортуну» из Ситтарда. 9 февраля дебютировал в Эредивизи в домашнем матче против «Аякса», заменив Кристоффера Петерсона на 65-й минуте.

## Карьера в сборных
Дебютировал за юношескую сборную Сербии 6 марта 2018 года в товарищеском матче со сборной Болгарии.

## Личная жизнь
Родился в спортивной семье. Отец Радослав Радулович в прошлом также футболист, выступал на позиции защитника за ряд сербских, испанских, шведских и израильских клубов. Мать занималась гандболом.

## Статистика выступлений

### Клубная статистика
| Выступление        | Выступление      | Выступление      | Лига | Лига | Кубки | Кубки | Конт. кубки | Конт. кубки | Итого | Итого |
| Клуб               | Лига             | Сезон            | Игры | Голы | Игры  | Голы  | Игры        | Голы        | Игры  | Голы  |
| ------------------ | ---------------- | ---------------- | ---- | ---- | ----- | ----- | ----------- | ----------- | ----- | ----- |
| Льейда             | Сегунда B        | 2017/18          | 13   | 1    | 5     | 1     | 0           | 0           | 18    | 2     |
| Льейда             | Итого            | Итого            | 13   | 1    | 5     | 1     | 0           | 0           | 18    | 2     |
| Эспаньол B         | Сегунда B        | 2018/19          | 8    | 1    | 2     | 0     | 0           | 0           | 10    | 1     |
| Эспаньол B         | Итого            | Итого            | 8    | 1    | 2     | 0     | 0           | 0           | 10    | 1     |
| Депортиво Алавес B | Сегунда B        | 2019/20          | 6    | 0    | 0     | 0     | 0           | 0           | 6     | 0     |
| Депортиво Алавес B | Итого            | Итого            | 6    | 0    | 0     | 0     | 0           | 0           | 6     | 0     |
| АИК                | Аллсвенскан      | 2020             | 1    | 0    | 0     | 0     | 0           | 0           | 1     | 0     |
| АИК                | Итого            | Итого            | 1    | 0    | 0     | 0     | 0           | 0           | 1     | 0     |
| Всего за карьеру   | Всего за карьеру | Всего за карьеру | 28   | 2    | 7     | 1     | 0           | 0           | 35    | 3     |